# Parc nacional Girringun
Parc Nacional Girringun és un parc nacional que es troba a Queensland (Austràlia), situat a 1291 km al nord-oest de Brisbane. En la seva creació l'any 1994 es va denominar Parc Nacional Lumholtz, denominació que es va canviar per l'actual l'any 2003.
El parc ocupa una àrea de 1510 km² i és gestionat pel Servei per a la Vida Salvatge de Queensland.

## Patrimoni de la Humanitat
Forma part dels Tròpics humits de Queensland, zona classificada des de l'any 1988 per la Unesco com un dels Patrimonis de la Humanitat a Austràlia.
Aquesta regió, coberta principalment per boscos humits, tropicals s'estén al llarg de la costa nord-est d'Austràlia. Aquest biòtop alberga un conjunt molt complet i variat de plantes, marsupials i ocells cantaires, així com tot un seguit d'espècies rares, vegetals i animals, en perill d'extinció.

## Geografia
Aquest gran parc nacional es compon principalment de boscos d'esclerofil·les humits, amb petits enclavaments de la selva tropical al llarg de les pistes i als turons. Les serres amb vistes al mar, George i Cardwell dominen el paisatge, el sòl està ple de runa de granit d'una erupció volcànica que hi va haver fa prop de 100000 anys. El punt més famós del parc és el lloc des d'on es veu caure les Wallaman Falls les que, amb 268 metres d'altura, són les més altes d'Austràlia.

## Viatges
La principal ruta és la pista de la bretxa de Dalrymple (Gap Pista Dalrymple) i des d'on es poden veure les Wallaman Falls. La resta del parc no està cobert o en el millor cas, només amb pistes molt rudimentàries.
La major part és accessible als excursionistes, però a causa de la llunyania del parc i el terreny accidentat, només els excursionistes experimentats són capaços de fer llargues caminades allà.

## Galeria d'imatges

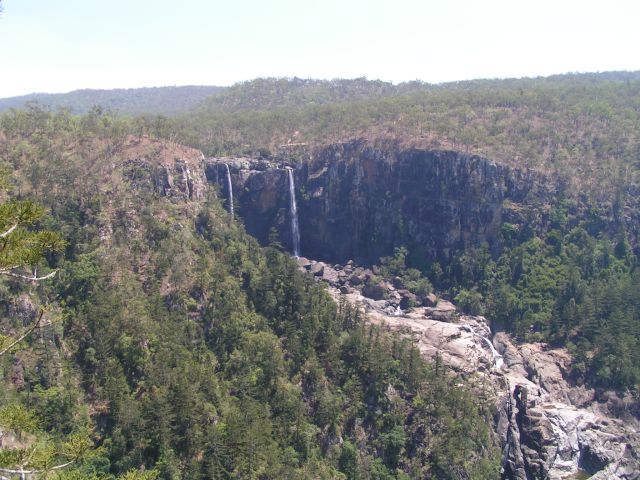
Les cascades Blencoe
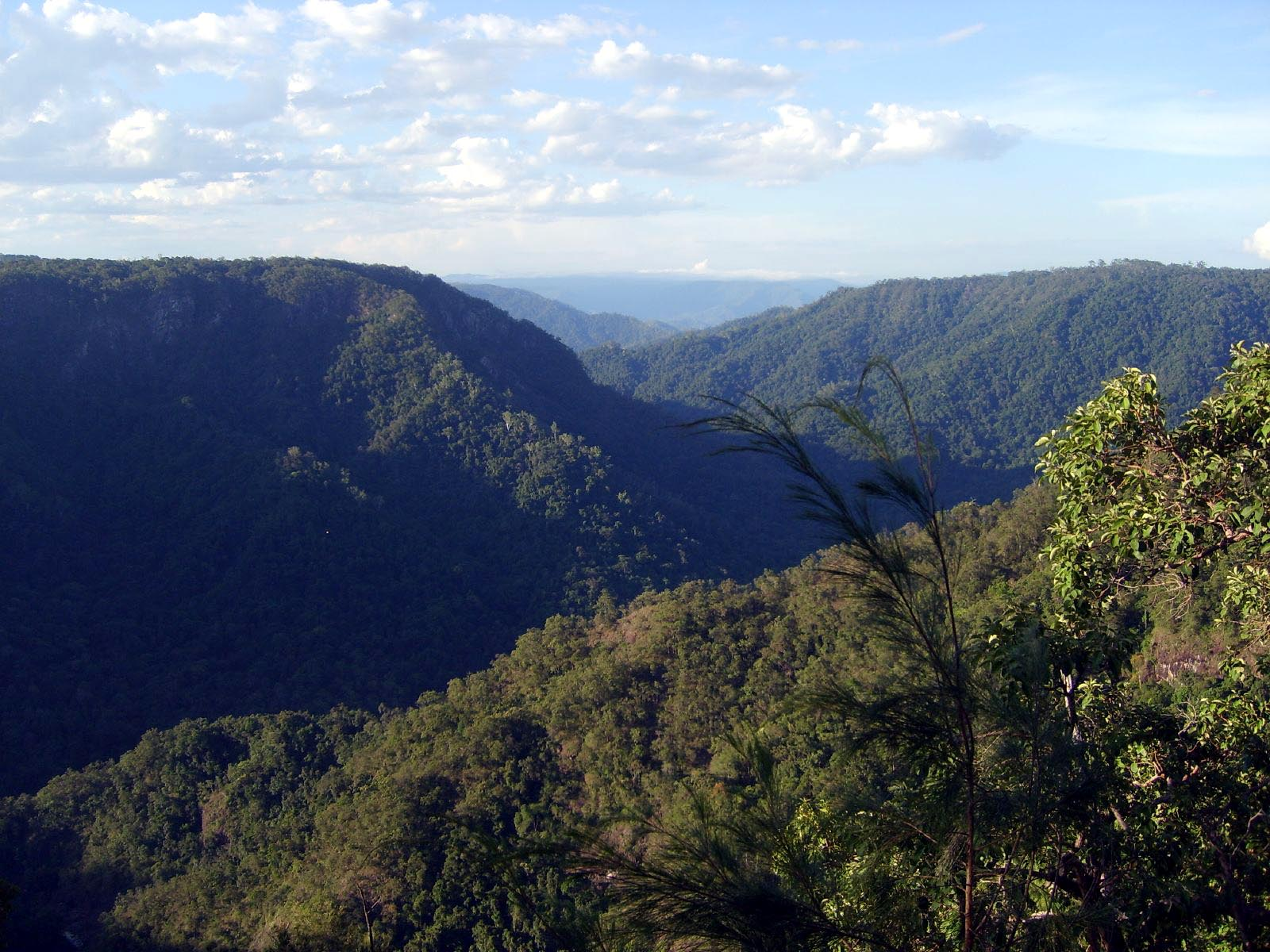
Vista del parc
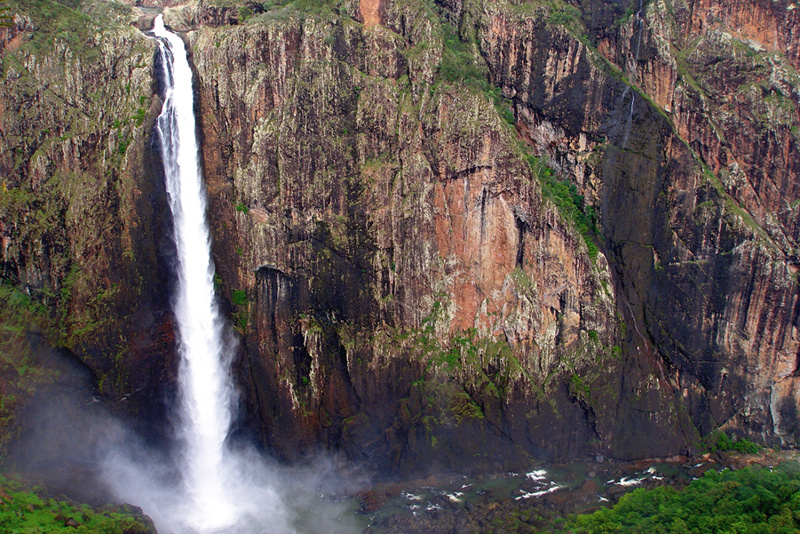
Cascades Wallaman
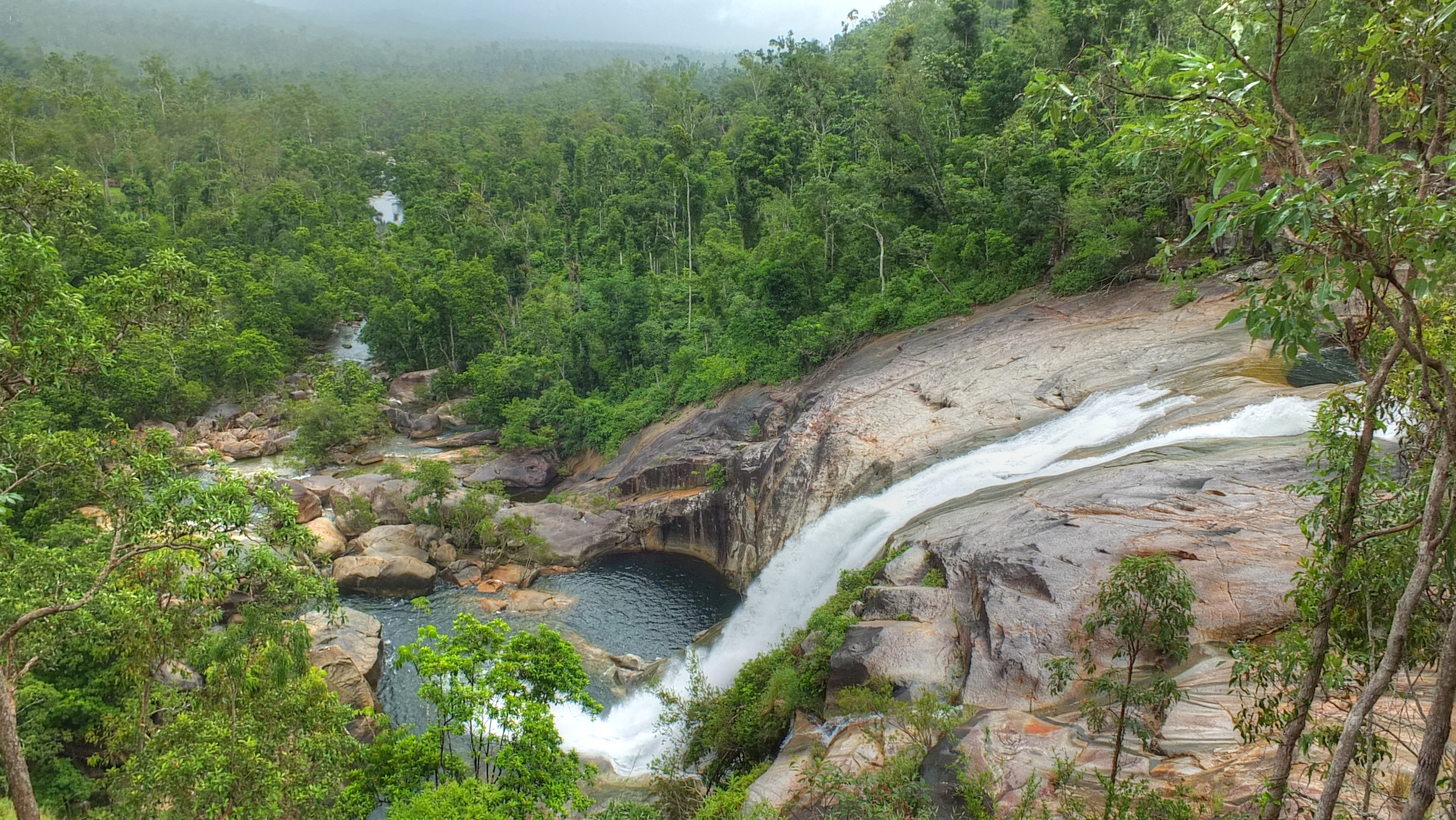
Cascades Murray
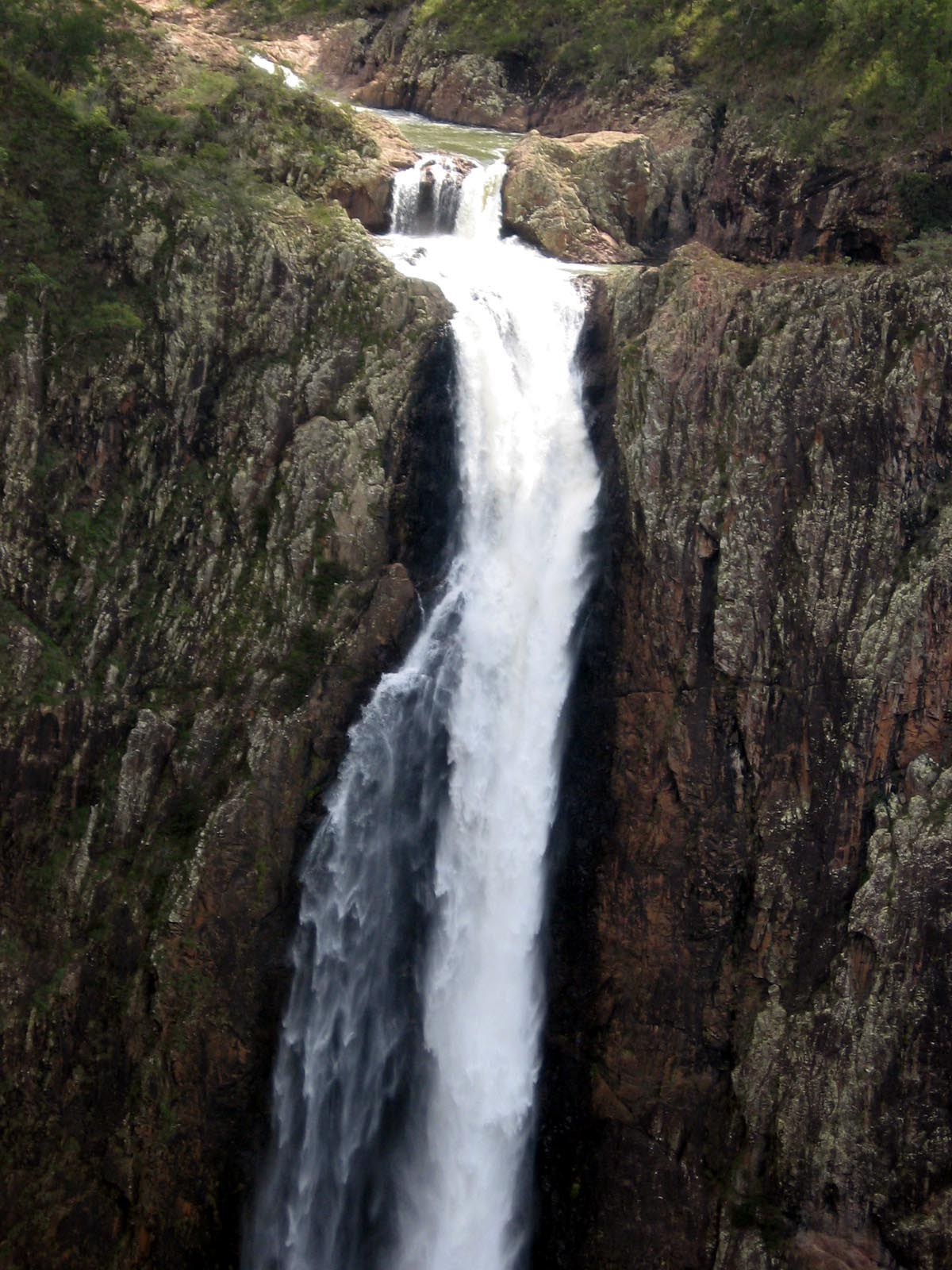
Wallaman falls